# High Street Kensington (metropolitana di Londra)
High Street Kensington è una stazione della metropolitana di Londra, situata sulla linea Circle e sulla linea District.

## Storia
La stazione fu aperta il 1º ottobre 1868 dalla Metropolitan Railway (MR, oggi la linea Metropolitan) sull'estensione fino a Gloucester Road, il primo tratto di quella che sarebbe diventata la linea Circle.
La Metropolitan District Railway (MDR, oggi la linea District), costituita per completare la parte meridionale della linea Circle in collaborazione con la MR, aprì la sua tratta da Earl's Court a High Street Kensington il 3 luglio 1871.
L'elettrificazione della linea District fra Putney Bridge e High Street Kensington fu completata il 23 luglio 1905. La linea Circle fu elettrificata in varie tappe tra luglio e settembre 1905.
L'edificio originale fu demolito nel 1906 e ricostruito con un edificio che ospitava una galleria di negozi, chiamata Kensington Arcade. Fu una delle fasi principali della trasformazione di Kensington High Street in una delle principali zone commerciali di Londra.

## Strutture e impianti
La stazione ha quattro binari, due passanti e due di testa: il binario 1 è usato per i treni della linea Circle diretti a Hammersmith (via Tower Hill) e per i treni della linea District in direzione ovest verso Earl's Court; il binario 2 è usato per i treni della linea Circle e della linea District diretti a Edgware Road (via Bayswater); infine, i binari numero 3 e 4 sono utilizzato per i treni della linea District provenienti da Earl's Court che terminano la corsa in questa stazione.
A breve distanza dalla stazione verso sud si trova il bivio dove le linee Circle e District divergono.
High Street Kensington rientra nella Travelcard Zone 1.

## Interscambi
Nelle vicinanze della stazione effettuano fermata numerose linee urbane automobilistiche, gestite da London Buses.
- Fermata autobus

## Galleria d'immagini

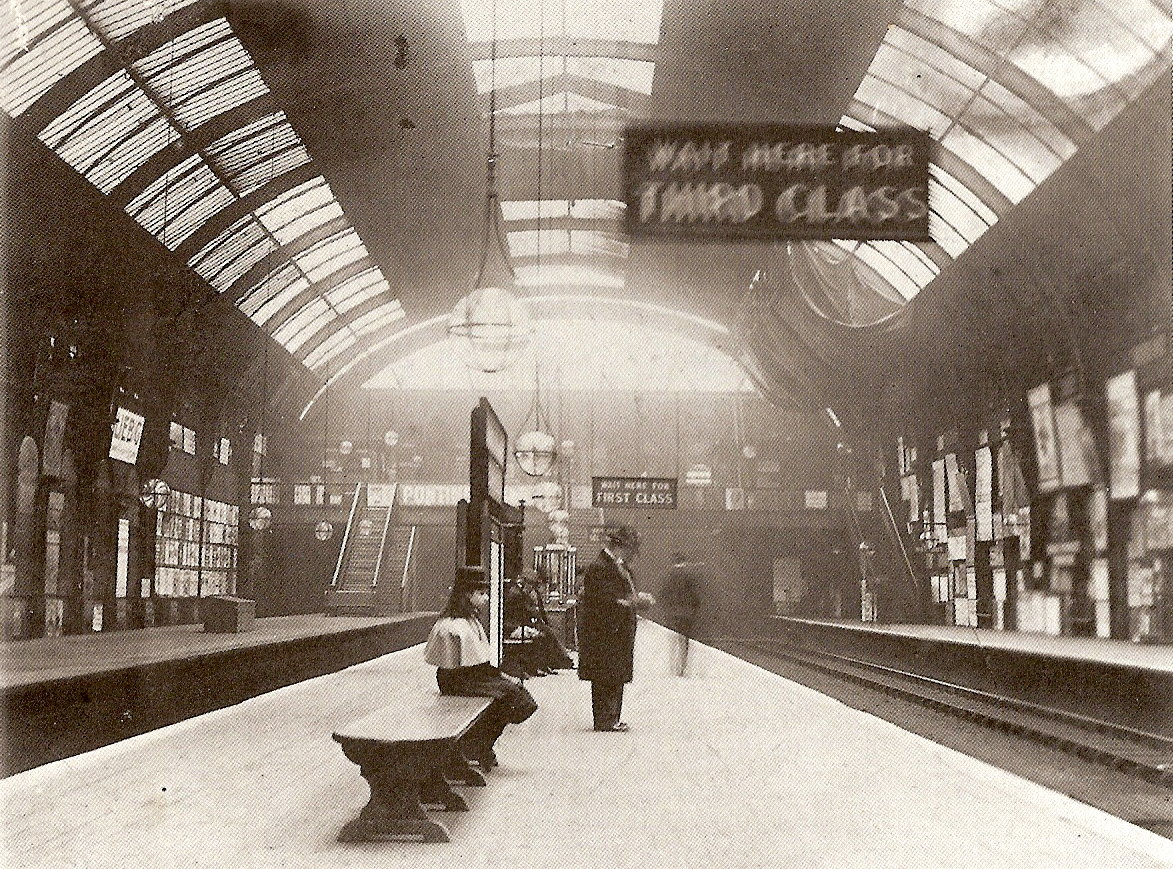
Le banchine della stazione nel 1892
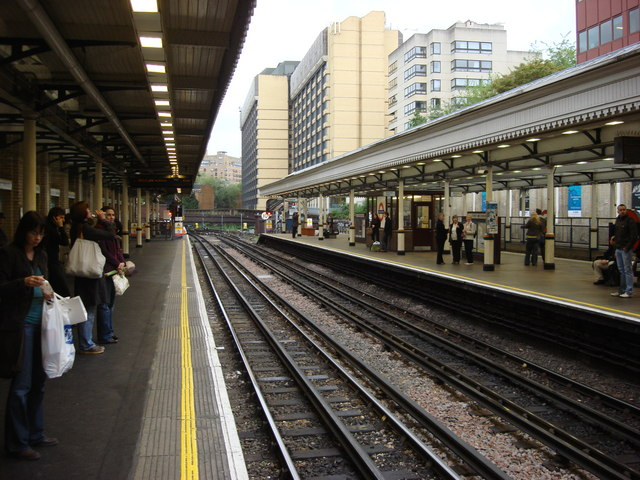
Piattaforma 1 della stazione
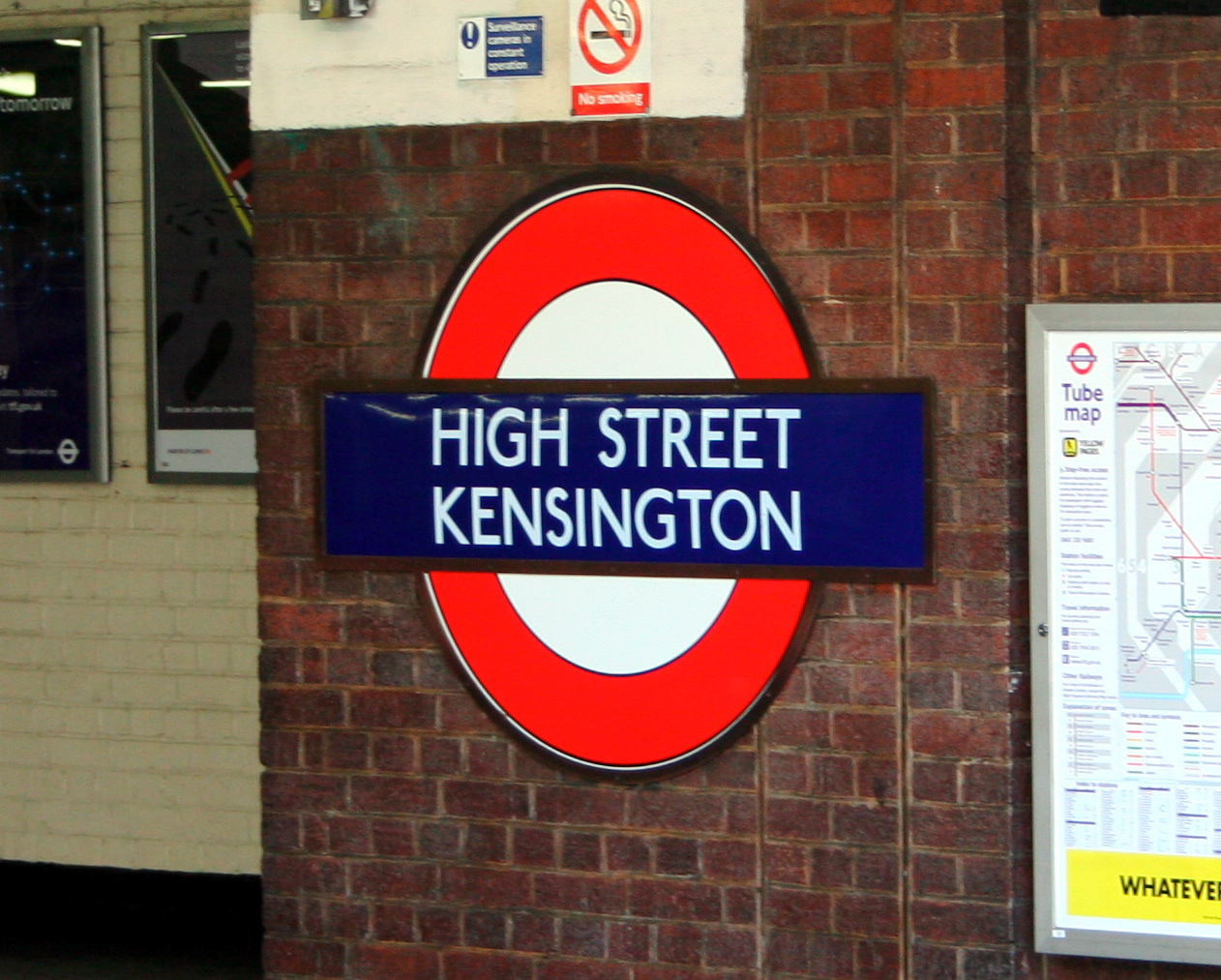
Roundel a High Street Kensington
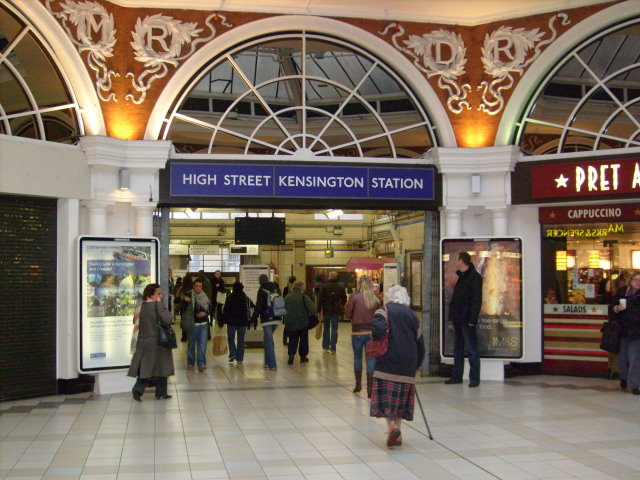
Ingresso della stazione all'interno della Kensington Arcade